# Villelongue
Villelongue är en kommun i departementet Hautes-Pyrénées i regionen Occitanien i sydvästra Frankrike. Kommunen ligger i kantonen Argelès-Gazost som tillhör arrondissementet Argelès-Gazost. År 2022 hade Villelongue 353 invånare.

## Befolkningsutveckling
Antalet invånare i kommunen Villelongue
| Referens: INSEE |